# Parachernes confraternus
Parachernes confraternus är en spindeldjursart som först beskrevs av Banks 1909.  Parachernes confraternus ingår i släktet Parachernes och familjen blindklokrypare. Inga underarter finns listade i Catalogue of Life.